# Харківський обласний територіальний центр комплектування та соціальної підтримки

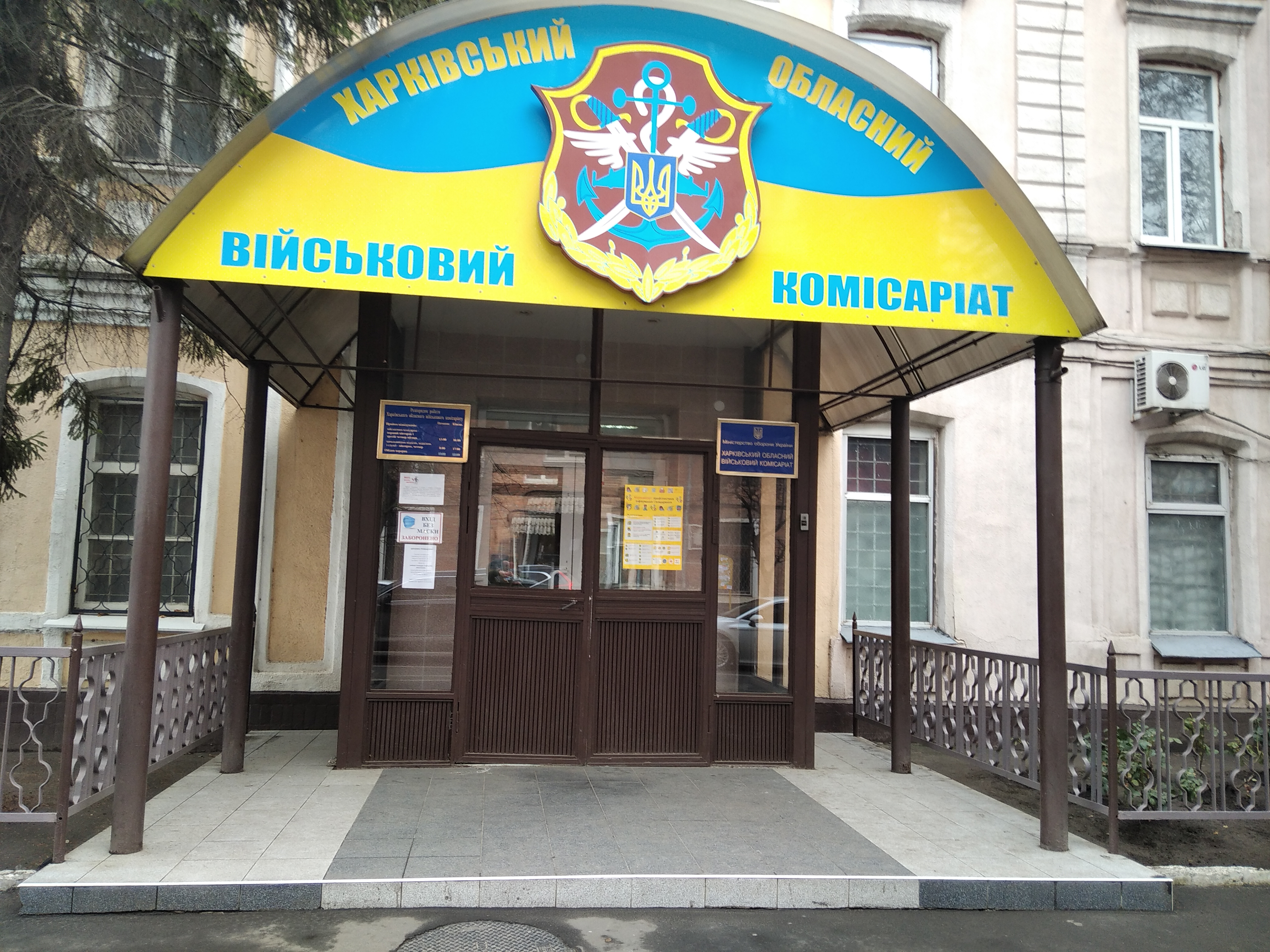
Харківський обласний військовий комісаріат

Харківський обласний територіальний центр комплектування та соціальної підтримки є одним із перших в Україні і почав виконувати свої функції з 11 січня 1919 року. Заклад знаходиться за адресою: вулиця Коцарська, 56, Харків, Харківська область, 61000

## Історія

### Заснування
Історія формування військових комісаріатів на території нашої держави відбувалася у період великих революційних потрясінь 1917—1921 рр. Попереду у цьому напрямку крокували військові установи Харківського регіону. На той час Харків був столицею  української Республіки. Харківський губернський військовий комісаріат одним з перших в Україні почав виконувати свої функції з 11січня 1919 р. Військовий комісаріат проводив облік призовників, відповідав за збереження зброї на арсеналах, іншого військового майна. Із заснуванням військкоматів в їхньому штаті були посади екзекутора та його помічника, які стежили за виконанням своїх службових обов'язків усіма працівниками установи та дисципліною призовників. 
В 1919 році Харківський губернський військовий комісаріат надавав місячні відстрочки від мобілізації деяким спеціалістам сільського господарства та землеутрою. 
Співробітники Харківського губернського військового комісаріату  разом з повітвійськоматами залучалися до воєнної блокади сіл за приховування зброї, нерідко розстрілючи тих у кого була виявлена зброя.
На першому рядку кутового штампу Харківського військкомату у 1920 році було написано РСФСР. Данний факт може говорити, що в той час російська влада була під маскою радянської. 
27 грудня 1919 року Центральний Комітет  партії РКП (б) призначив В. С. Корнєва Харківським губвоенкомом (їм він пробув до березня 1920 року). За цей час він  пропонував підлеглим вилучати зброю у населення вельми радикальним способом:
|  | Розстріляйте десятки,що чинять опір, і вам тисячі здадуть зброю |

З переходом країни на мирний стан на губернські військкомати була покладена функція організації і проведення спеціальної військової підготовки молоді.

### Друга світова війна
Друга світова війна стала серйозним іспитом для працівників військового комісаріату, висунувши перед ним небувалі по складності і масштабу завдання. Лише протягом липня 1941 р. в Харківський облвійськкомат надійшло більше п'яти тисяч рапортів з проханням на фронт. Понад 270 тисяч харків'ян, відправлених з ХОВК, у роки війни були удостоєні урядових нагород за мужність і героїзм. Відбудова народного господарства в Україні розпочалася ще в останні роки війни. Восени 1943 р. почали повертатися люди, реевакуюватися підприємства у рідне місто. Звільнення мільйонів людей з армії і флоту слід було здійснити в короткий термін і без втрат для бойової готовності військ.

### Повоєнний час
У різні періоди доводилося перейматися не тільки мобілізаційною роботою з призову на дійсну військову службу, а й формувати команди військовозобов'язаних для участі в ліквідації наслідків аварії на Чорнобильській АЕС, подолання наслідків страшного землетрусу у вірменському Спітаку. А поза тим неухильно клопотатися розв'язанням проблем родин мобілізованих бійців. Надавати допомогу пораненим і інвалідам війни, підсобляти у вирішенні питань працевлаштування, пенсійного забезпечення й задоволення їхніх потреб і запитів

### 1991 - 2014
З вибором самостійного шляху нашою країною розпочалася важка робота з будівництва вітчизняної армії. Піднялися вимоги до професіоналізму захисників Вітчизни. Поліпшення якості укомплектованості мобілізаційними ресурсами — одне із головних завдань забезпечення обороноздатності країни, виконання якого прямо залежить від їх діяльності. Військовослужбовці Харківського обласного військового комісаріату вносять відчутний вклад у справу зміцнення обороноздатності держави. В облвійськкоматі зберігається Перехідний пам'ятний вимпел кращого облвійськкомату Північного оперативного командування ЗС України, який було передано на вічне зберігання.

### 2014
Після  російської інтервенції до Криму в 2014 році та анексії Криму диверсійні дії були також направлені і на військові комісаріати, з метою  дестабілізація  ситуації в Україні та зриву мобілізації. Так 4 серпня 2014 року  з гранатомета та автомата Калашникова був обстріляний Харківський обласний військовий комісаріат.  
З метою підтримання морально-психологічного стану українських військових,  офіцери Харківського обласного військового комісаріату організовували збір та відправлення дитячих малюнків до зони проведення  АТО. 
Відбір військовослужбовців-контрактників став пріоритетним завданням військової установи особливо зараз, коли в Україні йде війна.